# Арчи Џек
Арчибалд Френк Џек – Арчи (Буенос Ајрес, 23. јули 1913 — 13. јануар 1997) је био британски био је официр који се у Другом светском рату налазио при штабу генерала Драгољуба Драже Михаиловића.

## Биографија
Одрастао је у Буенос Ајресу и на Куби.
Завршио је престижну Краљевску војну академију Санхурст. Учествовао је на Летњим олимпијским играма у Берлину 1936. године, као британски олимпијац.
Као војник је служио на Тибету (1938), Индији и Триполију. Оженио се Памелом у Бомбају 1943. године.

### Други светски рат
У септембру 1943. године, спустио се падобраном код Чачка. Придружио се бригадиру Чарлсу Армстронгу, шефу мисије Управе за специјалне операције, која се налазила у штабу генерала Драгољуба Драже Михаиловића.
Заједно са припадницима Југословенске војске у Отаџбини, организовао је диверзантске акције на пругама и мостовима у окупираној Југославији. У октобру 1943. године је срушио мост у Вишеграду, после чега је Вишеградска бригада под командом потпуковника Захарија Остојића ослободила град. Британске радио станице су тада објавиле да су град ослободили партизани, што је мајор Џек примио са великим огорчењем.

### Након рата
До краја живота, Џек је јавно наступао у заштиту ЈВуО и генерала Михаиловића. Одмах по повратку у земљу, дао је службену изјаву у Лондону и оптужио бригадног генерала Фицроја Маклејна да је погрешним извештајима навео Винстона Черчила да пружи подршку партизанима, јер је тврдио да имају преко 100.000 војника под оружјем, док су совјетски извештаји процењивали око 18.000 припадника. Џек је говорио и о мартовским преговорима и најавама партизанског руководства да ће пуцати на савезничке војнике уколико дође до искрцавања на Јадранском мору.
Мајор Џек је сахрањен са падобранском беретком коју је носио приликом искакања изнад Чачка 1943. године.

## Одликовања
- Војни крст[2]